# Kup Nogometnog saveza Ličko-senjske županije 2018./19.
Kup Nogometnog saveza Ličko-senjske županije za sezonu 2018./19. je igran u proljetnom dijelu sezone. 
 Natjecanje je osvojio Nehaj iz Senja, koji je time stekao pravo nastupa u pretkolu Hrvatskog kupa u sezoni 2019./20.

## Sudionici
U natjecanju je nastupilo 10 klubova, prikazani prema pripadnosti ligama u sezoni 2018./19.
|                                             | |  |
| 4. NL NS Rijeka (IV.) - Nehaj Senj - Otočac | ŽNL Ličko-senjska (V.) - Bunjevac-Gavran Krivi Put - Croatia 92 Lički Osik - Gospić 91 - Lika 95 Korenica - Novalja - Plitvice Mukinje (Plitvička Jezera) - Sokolac Brinje - Velebit Žabica |  |

## Rezultati

### 1. kolo
Utakmice na rsporedu 24. ožujka 2019.

| par                                                    | rez.       | napomene |
| ------------------------------------------------------ | ---------- | -------- |
| Gospić - Croatia 92 Lički Osik                         | 6:7 (11 m) |          |
| Novalja - Velebit Žabica                               | 2:0        |          |
| Lika 95 Korenica - Plitvice Mukinje (Plitvička Jezera) | 3:1        |          |
| Sokolac Brinje - Bunjevac-Gavran Krivi Put             | 4:3 (11 m) |          |

### 2. kolo
Utakmice na rasporedu 31. ožujka i 3. travnja 2019.

| par                                      | rez.       | napomene |
| ---------------------------------------- | ---------- | -------- |
| Nehaj Senj - Otočac                      | 3:0        |          |
| Croatia 92 Lički Osik - Lika 95 Korenica | 7:2        |          |
| Novalja - Sokolac Brinje                 | 4:2 (11 m) |          |

### Poluzavršnica
Na rasporedu 9. travnja 2019., ali je odgođena za 24. travnja 2019.

| par                   | rez.     | napomene |
| --------------------- | -------- | -------- |
| Novalja - Nehaj Senj  | 0:7      |          |
| Croatia 92 Lički Osik | slobodni | slobodni |

### Završnica
Igrano 15. svibnja 2019. u Ličkom Osiku.

| klub1                 | - | klub2      | rez. |  |
| --------------------- | - | ---------- | ---- |  |
| Croatia 92 Lički Osik | - | Nehaj Senj | 0:7  |  |

## Vanjske poveznice
- Nogometni savez Ličko-senjske županije